# Chapala, Jalisco
Chapala är en ort i Mexiko.   Den ligger i kommunen Chapala och delstaten Jalisco, i den centrala delen av landet, 400 km väster om huvudstaden Mexico City. Chapala ligger 1 539 meter över havet och antalet invånare är 20 323.
Terrängen runt Chapala är platt åt sydost, men åt nordväst är den kuperad.  Trakten runt Chapala är nära nog obefolkad, med mindre än två invånare per kvadratkilometer. Chapala är det största samhället i trakten.